# 뚜옌꽝성
뚜옌꽝성(베트남어: Tỉnh Tuyên Quang / 宣光省)은 베트남 동북부 지방의 로강 계곡의 중심지에 위치한 성 단위 행정 구역이다. 성도는 뚜옌꽝시이며, 1,865,270명의 인구에 (2025년) 13,795.50 km2의 면적을 가지고 있다.
뚜옌꽝성은 북쪽으로 하장성, 북동쪽으로 까오방성, 동쪽으로 박깐성과 타이응우옌성, 남쪽으로 빈푹성, 남서쪽으로 푸토성, 서쪽으로 옌바이성과 경계를 접한다.

## 어원
이 지방의 이름인 뚜옌꽝은 한월어 선광(宣光)에서 왔다.

## 역사
이 성의 수도인 뚜옌꽝은 이 지역에서 벌어진 전투의 풍부한 역사를 가지고 있다. 가장 초기의 역사는 수비대 역할을 했던 제1차 인도차이나 전쟁이다. 이 전쟁 동안, 비엣민은 뚜옌꽝 전투의 기념비에서 외인부대를 항복하게 했다. 또 다른 역사적 사건은 프랑스 외인 부대의 주요 행진곡인 르 부댕(Le Boudin)의 1절에서 기념하는 뚜옌꽝 포위전이다. 뚜옌꽝에 주둔한 프랑스 수비대는 윈난군과 흑기군의 1만 2000명을 상대로 4개월 동안 마을을 방어했다. 프랑스 외인부대 1대대 소속 통킹 척후병들의 2개 중대가 산포 4문을 보유한 해군 포병 31명과 보비요 하사가 지휘하는 8명의 공병 등 포함 미트라예즈에 소속되어 청불 전쟁(1884년 8월 ~ 1885년 4월)에 참전하였다.
뚜옌꽝은 한때는 태국인만 정착하는 곳이었으나, 13세기 이후부터는 쩐 왕조에 통합되어 꾸옥 오아이라고 명명했다가, 이후 쩌우뚜옌꽝이라고 개명하였다. 쩐히엔통 황제(재위 1329~1341년)의 통치하에 뚜옌꽝은 진(鎭)의 지위를 부여받은 뒤, 15세기 초에 중국 명나라가 베트남을 잠시 합병할 때 타인푸로 분류되었다. 레러이가 중국 세력을 추방하고 레 왕조를 시작한 후 뚜옌호아를 서도의 일부로 삼았다. 레 타인통 황제 때 뚜옌꽝은 1개의 부와 5개의 현을 구성하였고, 레위묵 황제의 통치 하에 민꽝성이 되었다. 레쩐통 때 민꽝성은 안따이가 되었고, 이 지역의 지배권은 타이족 계열인 부 가문에게 넘어갔다.
17세기 말까지 레 왕조는 이 지역에 베트남 관리들을 파견하여 타이족을 감독하였다. 자롱 황제가 응우옌 왕조를 개국한 후 이 지역을 뚜옌꽝의인 민망 황제의 통치하에 성(省)이 되었다. 프랑스인들이 식민지 정복을 단행했을 때, 옌빈부가 저항 운동의 선두에 있었다. 1884-85년 타이족, 므앙족, 메오족, 토족, 눙족 등의 소수 민족들이 이 지역에서 프랑스인들과 많은 전투를 벌였다. 흑기군도 눈에 띄었다. 1894년이 되어서야 프랑스인들은 그 지역을 평정했다. 1975년 이전까지 이 지방은 옌선현, 옌빈현, 함옌현, 선즈엉현, 찌엠호아현, 다이티현으로 이루어져 있었다.

## 지리
뚜옌꽝은 하장성과 북쪽으로 경계를 이루며, 까오방성과 북동쪽으로, 박깐성과 타이응우옌성과는 동쪽 경계를, 빈푹성과는 남쪽, 푸토성과는 남서쪽, 옌바이성과는 서쪽으로 경계를 이룬다.

## 행정 구역
3개의 시와 23개의 현이 있다.

### 시
- 뚜옌꽝시 (Tuyên Quang / 宣光)
- 하장시 (Hà Giang / 河楊市)
- 박깐시(Bắc Kạn / 北𣴓)

### 현
- 찌엠호아현 (Chiêm Hoá / 霑化)
- 함옌현 (Hàm Yên / 咸安)
- 럼빈현 (Lâm Bình / 林平)
- 나항현 (Nà Hang / 那𧯄)
- 선즈엉현 (Sơn Dương / 山陽)
- 옌선현 (Yên Sơn / 安山)
- 박메현 (Bắc Mê / 北迷縣)
- 박꽝현 (Bắc Quang / 北光縣)
- 동반현 (Đồng Văn / 同文縣)
- 호앙수피현 (Hoàng Su Phì / 黃樹皮縣)
- 메오박현 (Mèo Vạc / 苗旺縣)
- 꽌바현 (Quản Bạ / 官垻縣)
- 꽝빈현 (Quang Bình / 光平縣)
- 비쑤옌현 (Vị Xuyên / 渭川縣)
- 씬먼현 (Xín Mần / 箐門縣)
- 옌민현 (Yên Minh / 安銘縣)
- 바베현 (Ba Bể / 𠀧𣷭縣)
- 박통현 (Bạch Thông / 白通縣)
- 쩌돈현 (Chợ Đồn / 𢄂屯縣)
- 쩌머이현 (Chợ Mới / 𢄂買縣}
- 나리현 (Na Rì / 那夷縣)
- 응언선현 (Ngân Sơn / 銀山縣)
- 빡남현 (Pác Nặm / 咟淰縣)

### 인구
베트남 정부 통계청에 따르면 2011년 현재 뚜옌꽝성의 인구는 73만800명으로, 이 지방의 총토지면적 5,867.3km2에 걸쳐 평방킬로미터당 125명의 밀도를 보였다. 이 기간의 남성 인구는 36만 9100명으로 여성이 37만 7800명을 차지했다. 농촌 인구는 70,700명의 도시 인구 대비 676,200명이었다.